# Ацильда
Ацильда (чечен. Эсилда) — покинутый аул в Шаройском районе Чеченской Республики.

## География
Расположен на правом берегу реки Шароаргун, к юго-западу от районного центра Химой.
Ближайшие населённые пункты и развалины бывших аулов: на севере — село Шарой и бывший аул Хиндой, на северо-западе — бывшие аулы Дукархой, Говолдой и Чехилдой, на северо-востоке — бывший аул Мальчхиче и село Хакмадой, на юге — бывший аул Хашелдой, на юго-западе — бывшие аулы Барчи-Колешка и Нижний Хашелдой, на юго-востоке — бывшие аулы Хиндушты и Хиндух.